# French Connection II
French Connection II är en amerikansk film från 1975. Den är uppföljaren till French Connection – Lagens våldsamma män (från 1971).

## Handling
Popeye åker till Marseille för att leta reda på knarkkungen Charnier.

## Rollista (i urval)
- Gene Hackman - Jimmy 'Popeye' Doyle
- Fernando Rey - Alain Charnier
- Bernard Fresson - Inspektör Henri Barthelemy
- Jean-Pierre Castaldi - Inspektör Raoul Diron
- Charles Millot - Inspektör Miletto
- Cathleen Nesbitt - Äldre kvinna på Hotel Des Colonnades (fd-Hotel Tanger)
- Pierre Collet - Pro
- Alexandre Fabre - Inspektör Tailing Doyle